# Brooke Bennett
Brooke Bennett (n. 6 mai 1980, Tampa, Florida, SUA) este o înotătoare americană, medaliată olimpică. A participat la două ediții ale Jocurilor Olimpice (1996, 2000) în care a câștigat 5 medalii de aur.